# Рабии, Амир Хосейн
Амир Хосейн Рабии (перс. امیرحسین ربیعی‎;
1 февраля 1930, Керманшах — 9 апреля 1979, Тегеран) — иранский генерал, командующий ВВС в последние годы правления шаха Мохаммеда Реза Пехлеви. Противник Исламской революции, расстрелян по приговору Исламского революционного суда.

## Офицер-лётчик
Вскоре после рождения лишился отца, подростком перебрался в Тегеран, где окончил среднюю школу. Поступил в лётное училище. Недостаток образования компенсировал упорством в учёбе. С 1949 служил в ВВС Ирана. Прошёл углублённый курс военного обучения на авиабазах США и ФРГ (авиабаза Фюрстенфельдбрукк). Был одним из первых иранских офицеров, получивших в полном объёме американскую подготовку.
С 1958 служил в элитной авиагруппе Золотая корона. В начале 1960-х участвовал в миротворческой миссии ООН в Конго. В 1962—1969 — командир «Золотой короны». Пилотировал реактивные истребители Сейбр, Фантом, Тандерджет. В 1969—1976 Амир Хосейн Рабии командовал военно-воздушной базой в Ширазе. Во время Войны Судного дня в октябре 1973 оказывал поддержку израильтянам — в частности, доставлял раненых в госпиталь Хорремшехра.
Барри Рубин, эксперт по Ближнему Востоку, охарактеризовал его как «самого способного офицера в высших кругах вооруженных сил Ирана». Генерал Рабии считался одним из лучших офицеров иранской авиации.

## Генерал-командующий
После кончины генерала Фазаила Тадаюна весной 1976, был назначен на пост командующего военно-воздушными силами Ирана в звании генерал-лейтенанта Амир Хосейн Рабии. На этом посту Рабии много сделал для развития шахской авиации (к концу 1970-х в ВВС служили почти 50 тысяч человек).

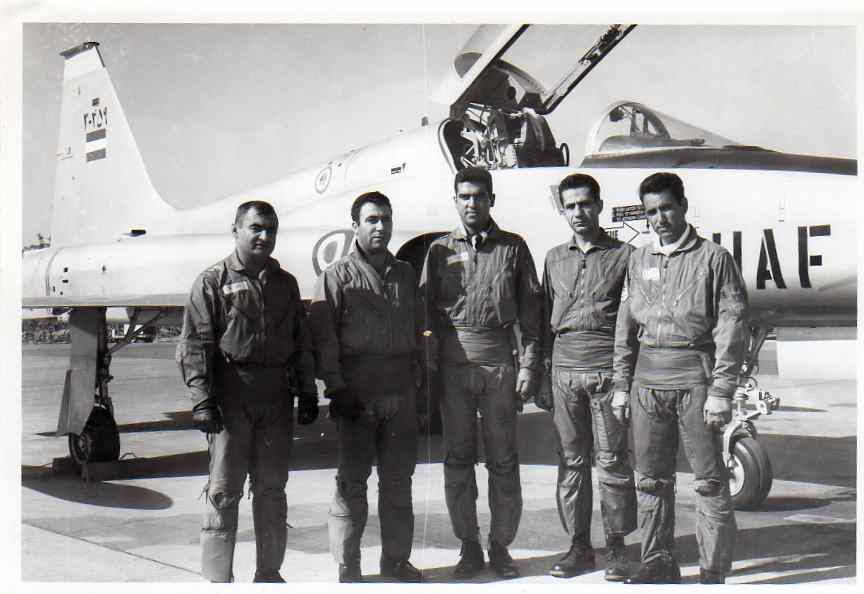
Рабии (справа), с другими пилотами Золотой короны

Важным направлением для генерала Рабии являлось тесное сотрудничество с ВВС США. Он поддерживал личные контакты с генералами Джоном Райаном и Джорджем Брауном. Иранская военная авиация формировалась и оснащалась при массированной американской поддержке, и этим — а также выраженными личными симпатиями — определялась проамериканская ориентация генерала Рабии. Он наладил также военное сотрудничество с Израилем.
Амир Хосейн Рабии имел репутацию аполитичного профессионала. Он не интересовался социально-политическими проблемами, не был осведомлён в вопросах истории. В то же время, как высокопоставленный военный, он проявлял полную лояльность шаху Мохаммеду Реза Пехлеви, был настроен антикоммунистически, не признавал за духовенством права на государственную власть.

## Победа исламской революции
В 1978 Амир Хосейн Рабии выступал как решительный противник Исламской революции, настаивал на силовом подавлении. При этом генерал Рабии совершал ошибку, распространённую в шахском генералитете — недооценивая фактор исламского фундаментализма, полагал, что борьба идёт против коммунизма.
ВВС под командованием Рабии, наряду с Шахской гвардией, длительной время оставались наиболее лояльной монарху частью иранских вооружённых сил. Генерал Рабии пытался склонить шаха Пехлеви к более жёсткой позиции, более решительным действиям, но не преуспел в этом. В августе 1978 Рабии пытался воздействовать на шаха даже через министра иностранных дел Израиля Моше Даяна.
Как командующий ВВС генерал Рабии состоял в чрезвычайном «антикризисном комитете вооружённых сил», в который входили также начальник генштаба генерал Карабаги, командующий сухопутными войсками генерал Бадреи, командующий ВМС вице-адмирал Хабиболлахи, директор САВАК генерал Могадам, куратор военной промышленности генерал Амини-Ашфар. Две недели в ноябре 1978 Рабии занимал пост министра жилищного строительства в военном правительстве Голяма Реза Азхари.
13 января, за три дня до отъезда из страны шах сказал всем командирам, включая Рабии, что они должны поддержать правительство Шапура Бахтияра.
Рабии был сильно деморализован отъездом шаха из Ирана 16 января 1979. Провожая шаха, генерал обещал ему «залить Иран кровью ради возвращения монарха». Постепенно он утрачивал авторитет и контроль над личным составом ВВС. 9 февраля пять высших шахских военачальников — Абдол Али Бадреи (командующий сухопутными войсками), Амир Хосейн Рабии (командующий ВВС), Камаль Хабиболлахи (командующий ВМС), Аббас Карабаги (начальник генерального штаба), Хасан Туфаниан (заместитель военного министра Джафара Шафаката) — встретились с прибывшим в Тегеран американским генералом Робертом Хайзером (на тот момент — заместитель командующего вооружёнными силами США в Европе). Хайзер был направлен администрацией Джимми Картера для оценки ситуации и определения позиции официального Вашингтона. Он не проявил энтузиазма в отношении политических перспектив шаха и скорее негативно отнёсся к планам военного переворота (зато встречался с некоторыми лидерами революционного движения).
10 февраля Бадреи, Рабии, Хабиболлахи, Карабаги и Туфанян посетили премьер-министра Шапура Бахтияра и сообщили ему о низком моральном духе армии, ненадёжности рядового состава. К тому времени генерал Рабии отказывался выполнять приказы Бахтияра об использовании ВВС против исламистского движения. В частности, он отказался бомбардировать захваченный восставшими тегеранский военный завод.
В тот же день, 10 февраля, в Тегеране завязались уличные бои, причём толчком послужил бунт на авиабазе, который пыталась подавить шахские гвардейцы. 11 февраля 1979 Исламская революция одержала победу. К власти пришли исламские фундаменталисты во главе с аятоллой Хомейни.
В этот день Амир Хосейн Рабии участвовал в заседании Высшего военного совета, созванного генералом Карабаги. Добраться ему удалось с большим трудом, втайне от своих подчинённых вылетев на вертолёте из штаба авиации. Генерал Рабии от имени ВВС Ирана подписал коммюнике, в котором было заявлено о «нейтралитете вооружённых сил» в политическом конфликте.

## Суд и казнь
Вскоре Амир Хосейн Рабии был арестован новым властями вместе с другими шахскими генералами (Айят Мохагеги, Мехди Рахими и Реза Наджи) передан в распоряжении Исламского революционного суда. Выступая на процессе и на организованной пресс-конференции, он отвергал обвинения в измене, убийствах и «распространении порчи на Земле» (идеологизированная формулировка исламистов служила главным пунктом).
Исламский режим организовал специальные пресс-конференции для публичного показа официальных лиц шахского режима, в том числе бывшего премьер-министра Амира-Аббаса Ховейды, бывшего главы САВАК Нематоллы Нассири и Рабии, и эти конференции транслировались по всей стране. Во время первых допросов Рабии заявил, что военно-воздушные силы закупили у США современные боевые самолеты и другое военное оборудование, которое все находилось в стране, и что военно-воздушные силы Ирана остались нетронутыми и являлись второй по величине силой в мире.
Защищаясь, генерал Рабии напоминал об интенсивном развитии иранских ВВС, о выгодах от ирано-американского сотрудничества. Он говорил о своём стремлении избегать кровопролития в столкновениях с революционерами, о своём отказе поддержать правительство Бахтияра, о службе армии и военной авиации национальным интересам Ирана. Отмечал, что «шах совершил много ошибок». С особенной неприязнью Рабии отзывался о генерале Хайзере, который «вышвырнул шаха из Ирана как дохлую мышь». Своей трагической ошибкой Рабии считал избыточное доверие шаху, оказавшемуся неспособным удержать ситуацию, и американцам, оставившим своих иранских союзников на произвол судьбы. Рабии по-прежнему не вполне адекватно оценивал политическую ситуацию: он призывал исламистов опомниться, предсказывал, будто «через полгода коммунисты расстреляют вас».
Суд под председательством Садека Хальхали вынес смертный приговор. 9 апреля 1979 года генерал Амир Хосейн Рабии и девять других гражданских и военных должностных лиц были расстреляны силами безопасности в тегеранской тюрьме Каср.
Похоронен Амир Хосейн Рабии на кладбище Бехеште-Захра.

## Частная жизнь
Амир Хосейн Рабии был женат на немке, имел двух сыновей. Кроме авиации, увлекался теннисом и водными лыжами, никогда не употреблял спиртного. Свободно владел английским, целенаправленно «американизировал» свой имидж.